# Elektrarna Vasilikos
Elektrarna Vasilikos je elektrarna, ki jo upravlja Električna avtoriteta Cipra.
Julija 2011 je bila elektrarna najnovejša elektrarna v lasti Električne avtoritete Cipra, ki je imela zmogljivost 641,5 MW. Nahaja se med Larnaco in Limassolom ter je bila še v procesu gradnje in razvoja pred eksplozijo 11. julija 2011. 
V prvih letih 21. stoletja je pričela obratovati z dvema ABB parnima turbogeneratorjema, ki sta vsak imela zmogljivost 127 MW ter s plinsko turbino z močjo 37,5 MW. Para se je ustvarjala v kotlih, katere so greli s pomočjo nafte; slednje je naredila Austrian Energy and Environment. Kotli so narejeni tako, da se jih lahko ogreva tudi s pomočjo premoga v primeru pomanjkanja nafte. Leta 2005 je bila zaključena druga faza, v kateri so pognali parni turbogenerator z močjo 130 MW. Proizvajalec slednjega je bil Ansaldo, pri čemer je turbogenerator tudi samo na nafto.
Avtoriteta se je odločila, da bosta četrta in peta enota elektrarne obratovale s pomočjo tehnologije kombiniranega cikla. Vsaka enota naj bi tako imela dve plinski turbini, povezani z enim parnim turbogeneratorjem, pri čemer bi enota proizvajala 220 MW. Enoti bi lahko za gorivo uporabljali tako dizel kot plin. S tem bi elektrarna dosegla proizvodnjo 861.5 MW.
Dimnik elektrarne je bil visoke 138 m in je bil tako druga najvišja zgradba na Cipru.
11. julija 2011 se je v bližnji Pomorski bazi Evangelos Florakis pripetila eksplozija. Eksplozija se je zgodila ob 05:60 EEST, ko so plameni iz majhnega ognja (ki je izbruhnil v skladišču) dosegli zabojnike z eksplozivom. Vse hiše v vasi Zygi so bile poškodovane, pri čemer so sunek čutili tudi prebivalci več kot 5 km oddaljene vasi mari. Elektrarna Vasilikos, največja ciprska elektrarna, ki zagotavlja okoli polovico otoške elektrike, je bila težko poškodovana. Zaradi poškodovane elektrarne je izpadla proizvodnja elektrike, tako da je Električna avtoriteta Cipra uvedla racionalizacijo ter napovedala tudi uvoz generatorjev iz Grčije in Izraela, ki bi nadomestili elektrarno, dokler ne bi škode (ocenjeno na 2 bilijona evrov) popravili. Elektrarna, ki je zagotavljala 47% celotne električne proizvodnje, bi kmalu to povečala na 55%, ko bi odprli novo Enoto 5. 16. julija so podpisali zasebno pogodbo, da bo Severni Ciper zagotovil do 80 MW električne energije do konca avgusta..